# Arnaud Jouffroy
Arnaud Jouffroy (Agda, 21 de febrero de 1990) es un deportista francés que compitió en ciclismo de montaña en la disciplina de campo a través. Ganó una medalla de oro en el Campeonato Mundial de Ciclismo de Montaña de 2008 y una medalla de oro en el Campeonato Europeo de Ciclismo de Montaña de 2008.

## Medallero internacional
| Campeonato Mundial | Campeonato Mundial    | Campeonato Mundial | Campeonato Mundial         |
| Año                | Lugar                 | Medalla            | Competición                |
| ------------------ | --------------------- | ------------------ | -------------------------- |
| 2008               | Val di Sole (Italia)  | Medalla de oro     | Campo a través por relevos |
| Campeonato Europeo |                       |                    |                            |
| Año                | Lugar                 | Medalla            | Competición                |
| 2008               | St. Wendel (Alemania) | Medalla de oro     | Campo a través por relevos |

## Palmarés
2009
- 1 etapa del Tour de Martinica[2]